# Мария Анна Саксонска (1799 – 1832)
Вижте пояснителната страница за други личности с името Мария Анна Саксонска.
Мария Анна Саксонска (на немски: Marie Anna Carolina Josepha Vincentia Xaveria Nepomucena Franziska de Paula Franziska de Chantal Johanna Antonia Elisabeth Cunigunde Gertrud Leopoldina; на италиански: Maria Anna Carolina di Sassonia; * 15 ноември 1799, Дрезден; † 24 март 1832, Пиза) е принцеса от Кралство Саксония и чрез женитба велика херцогиня на Тоскана (1824 – 1832).

## Живот
Дъщеря е на принц Максимилиан Саксонски (1759 – 1838) и първата му съпруга принцеса Каролина Бурбон-Пармска (1770 – 1804), дъщеря на херцог Фердинанд I Пармски и съпругата му ерцхерцогиня Мария Амалия Австрийска. Сестра е на саксонските крале Фридрих Август II (1797 – 1854) и Йохан (1801 – 1873).
Мария Анна се омъжва на 16 ноември 1817 г. във Флоренция за ерцхерцог Леополд II от Австрия (1797 – 1870) от фамилията Хабсбург-Лотаринги, от 1824 г. велик херцог на Тоскана. Мария Анна се интересува от древното рисуване и поезията. Тя пише стихосбирката Chuchotet d'Archont.
Великата херцогиня Мария Анна умира на 24 март 1832 г. в Пиза само на 32 години от белодробна болест.

## Деца
- Мария Каролина (1822 – 1841)
- Августа Фердинанда (1825 – 1864), ∞ 1844 принц Луитполд Баварски (1821 – 1912), майка на баварския крал Лудвиг III
- Максимилиана (1827 – 1834)